# Alpe d'Huez

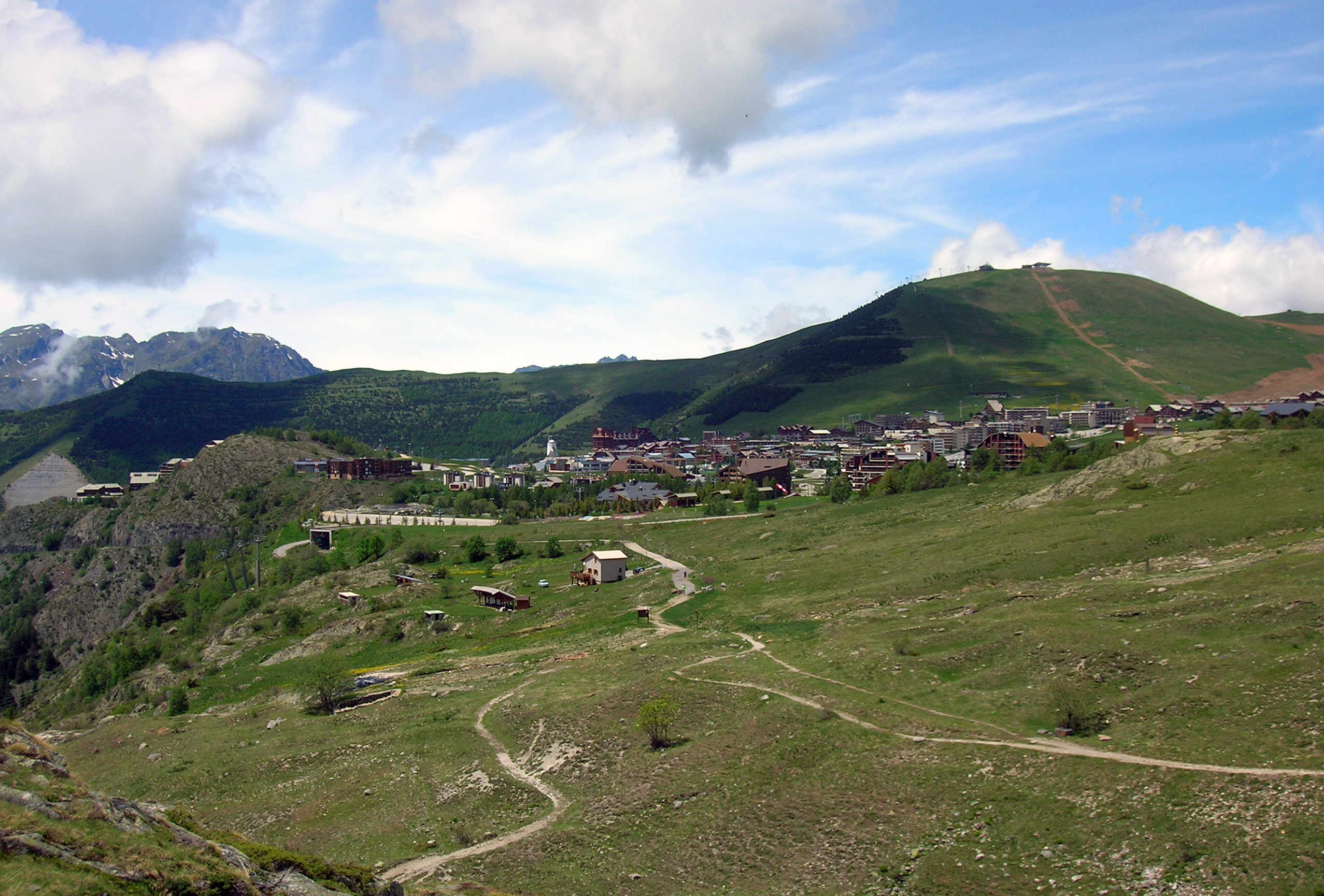
Panorama dell'Alpe d'Huez nel giugno 2017

L'Alpe d'Huez (pronuncia [l‿al.pə d‿ɥɛz]) è una località sciistica delle Alpi francesi (1 850 metri / 3 300 metri s.l.m), nel dipartimento dell'Isère. Fa parte del massiccio delle Grandes Rousses, sopra l'Oisans ed è raggiungibile da Grenoble mediante la Route nationale 91, che si svolge lungo la valle della Romanche, passando attraverso i comuni di Livet-et-Gavet e di Le Bourg-d'Oisans, e quindi per il Col de Sarenne.
È famosa come sede di arrivo di tappa del Tour de France, ma anche per ospitare, all'interno della chiesa di Notre-Dame des Neiges, un particolare organo a canne progettato da Jean Guillou.

## Storia
Sin dal medioevo, dalla fine dell'XI° al XIV° secolo, ad est dell'attuale cittadina de l'alpe, era presente un insediamento conosciuto col nome di Brandes. Questo era un villaggio minerario composto da circa 80 case, un castello, una chiesa parrocchiale con un cimitero annesso. Gli abitanti erano prevalentemente minatori e fonditori occupati nell'estrazione di argento nelle vicine miniere per conto del delfino conte di Vienne. Il sito è riconosciuto monumento storico in Francia in quanto, conservato nella sua interezza, lo rende un luogo unico in Europa. Oggetto ininterrottamente sin dal 1977 di scavi e studi si è potuto constatare come l'opera estrattiva si estendesse da Gua (valle della Sarenne) fino al Lago Bianco (massiccio del Rousses)
Nel 1871 il botanico Gaston Bonnier nel piccolo paesino di L'Alpe d'Huez dà inizio al suo studio sulla flora di Francia.
La stazione sciistica si sviluppa a partire dal 1920 mentre nel 1936 ha luogo l'inaugurazione del primo impianto di risalita per sciatori a opera dell'ingegnere meccanico Jean Pomagalski creatore della società Poma.

## Economia

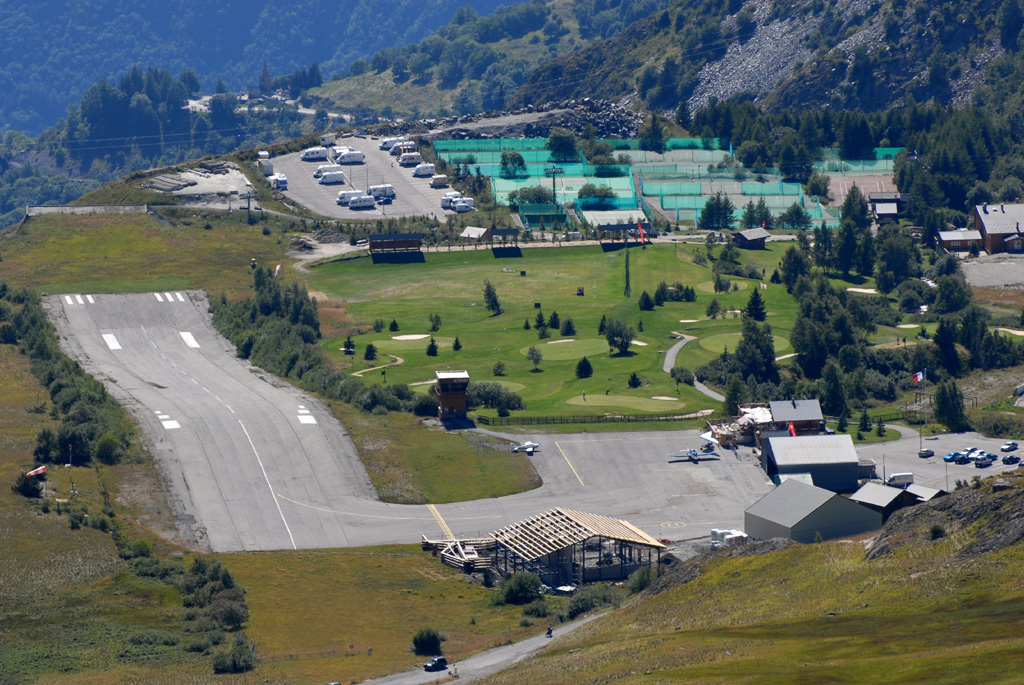
Veduta dell'altiporto

### Festival Internazionale del Film
Ogni anno nel mese di gennaio si svolge il festival internazionale del film commedia

#### Altiporto Henri Giraud
Costruito per le olimpiadi invernali di Grenoble del 1968 e intitolato in memoria del famoso pilota pioniere del volo di montagna Henri Giraud il 15 aprile 2000. L'altiporto AHZ-Henri Giraud situato à 1,9 km a est-nord-est dell'abitato è utilizzato dagli elicotteri della sicurezza civile francese SAF e dai club e  scuole di volo. del Delfinato.

## Cultura locale e patrimonio

### La chiesa di Notre-Dame des Neiges
Costruita su progetto di Jean Marol tra il 1968 e il 1970 come luogo di culto cattolico ideata come una struttura protesa verso un fulcro centrale formato da una struttura cilindrica in cemento
Nella seconda metà degli anni 1970, essendo parroco Jaap Reuten, fu presa la decisione di dotare l'edificio di un organo a canne; per la realizzazione di quest'ultimo venne scelto l'organaro tedesco Detlef Kleuker, il progetto fonico venne affidato a Jean Guillou, organista titolare della chiesa di Sant'Eustachio a Parigi, che aveva già collaborato nel 1974 con Kleuker mentre quello architettonico a Jean Marol. L'organo venne quindi costruito nel 1978 e chiamato da Guillou Christophe-Raphaël: Organo unico al mondo prende la forma di una mano protesa verso il cielo. In seguito alla costruzione dello strumento, si è costituita l'associazione Association Notre-Dame des neiges - Orgues et Montagnes che ha il compito di valorizzarlo organizzando concerti e corsi di organo, flauto di Pan e canto

### Sito archeologico di Brandes
Il Sito archeologico di Brandes è il sito di un villaggio minerario, attivo tra il XII° e il XIV° secolo.

## Sport

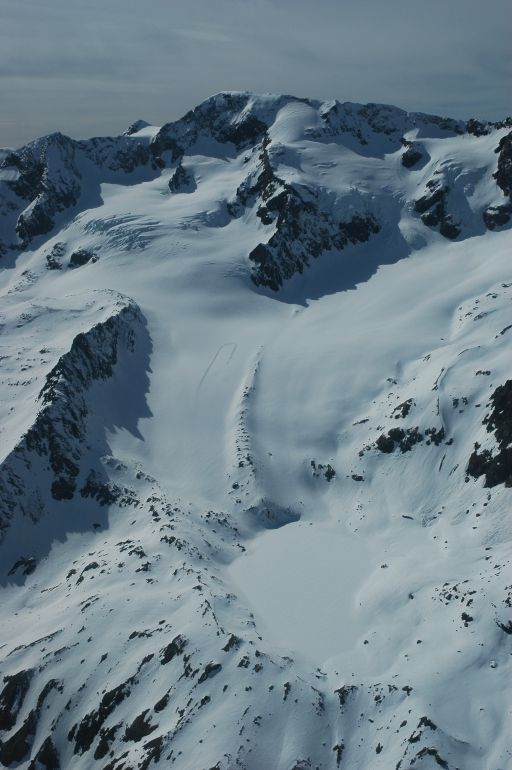
Massiccio della Grandes Rousses

### Sci
La stazione sciistica dell'Alpe d'Huez è nata nel 1936 ed è uno dei comprensori più grandi della Francia con 249 chilometri di piste e un dislivello di 2 230 metri (dal Pic du Lac Blanc 3 330 metri a Oz a 1 100 metri) e gli 87 impianti di risalita del comprensorio Grandes Rousses:
- 6 Teleferiche
- 1 DMC
- 10 Cabinovie
- 25 Seggiovie
- 41 Skilift

All'Alpe di Huez ci sono 123 piste di cui 39 verdi, 31 blu, 36 rosse e 17 nere con 2 snowparks, un boardercross ed un half-pipe. La neve è garantita da 840 cannoni che coprono 64 chilometri di piste.
All'Alpe d'Huez c'è una pista nera lunga 18 chilometri che parte da 3 300 metri d'altitudine fino ad arrivare 1 500 metri: Sarenne. È la più lunga pista nera del mondo.

### Tour de France

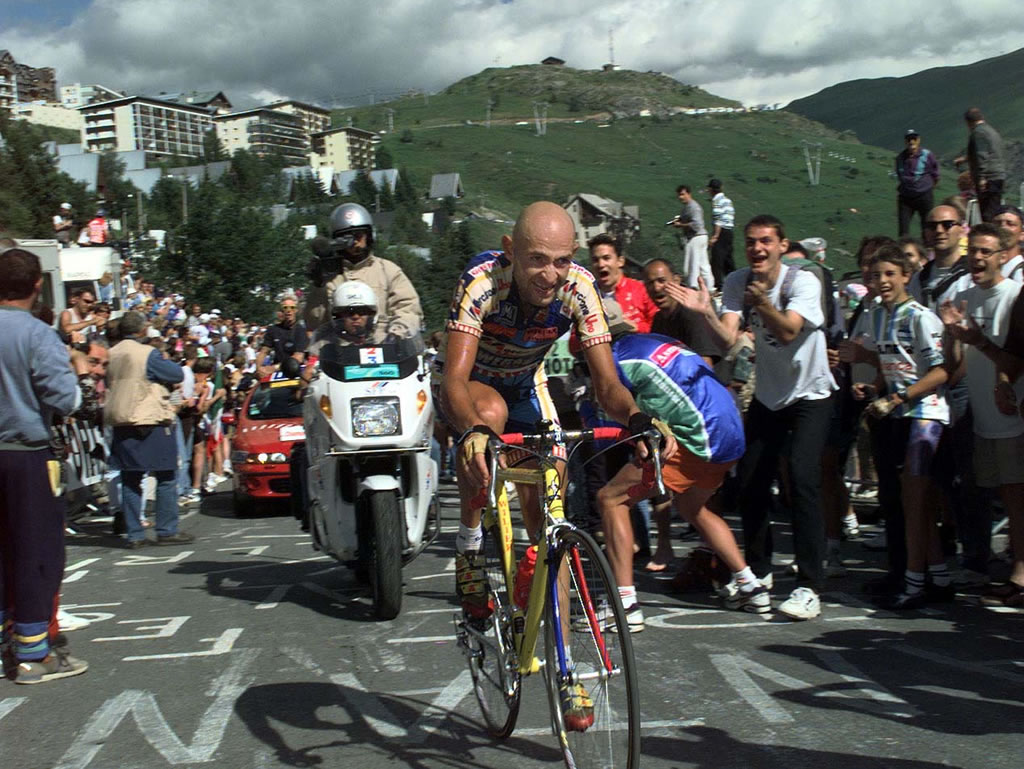
Il ciclista Marco Pantani nel 1997 mentre scala vittorioso l'Alpe d'Huez

La salita che porta all'Alpe presenta circa 1 100 metri di dislivello (da 740 a 1 850 metri) su 14 km di sviluppo, con una pendenza media vicina all'8%.
Il primo ad aggiudicarsi l'arrivo dell'Alpe d'Huez fu Fausto Coppi, nel Tour del 1952 di cui vinse anche la classifica finale. Negli anni successivi molti campioni hanno conquistato questo prestigioso traguardo. Tra gli italiani spiccano le due vittorie consecutive di Gianni Bugno, nel 1990 e 1991, le due di Marco Pantani, nel 1995 e 1997 e quelle singole di Roberto Conti nel 1994 e Giuseppe Guerini nel 1999.
La strada che sale all'Alpe d'Huez ha 21 tornanti. Ad ogni tornante c'è una targa a ricordo di uno dei vincitori della tappa del Tour. Nel 2002, dopo aver completato i 21 tornanti, gli organizzatori hanno dovuto ricominciare dal primo, dove a fianco della targa dedicata a Fausto Coppi ne è stata posta un'altra per Lance Armstrong.
L'Alpe d'Huez è anche chiamata Dutch Mountain, per le 8 vittorie olandesi nelle prime 14 tappe. Gli italiani hanno ottenuto 7 vittorie, 3 gli statunitensi, una dal ciclista basco Iban Mayo e la recente vittoria del lussemburghese Fränk Schleck che aveva lasciato alle spalle nell'ultimo chilometro Damiano Cunego.
Nel 2008 l'Alpe d'Huez ha ospitato le fasi finali della 17ª tappa de La Grande Boucle il 23 luglio vinta dallo spagnolo Carlos Sastre. Lo scalatore di Madrid partito all'inizio dell'ascesa, arriva al traguardo dell'Alpe d'Huez conquistando la maglia gialla che apparteneva al suo compagno di squadra Fränk Schleck. Nel 2011 la vittoria va al francese Pierre Rolland, che al termine della tappa conquista la maglia bianca di leader della classifica dei giovani. Nel 2013 si aggiudica la vittoria di tappa, nella centesima edizione della corsa, il francese Christophe Riblon. Nel 2015 è Thibaut Pinot ad aggiudicarsi la vetta e vincendo la Ventesima tappa del 102º Tour De France, seguito da Nairo Quintana all'attacco di Chris Froome che sarebbe arrivato a Parigi in Giallo.
Al Tour de France 2018, la 12a tappa presenta l'arrivo in cima all'Alpe d'Huez. Vinta da Geraint Thomas, è caratterizzata da una caduta sul finale che coinvolge Vincenzo Nibali, uno dei favoriti per la vittoria finale. Essendo stata causata da un fotografo e favorita dall'elevatissimo numero di tifosi, la caduta ha portato con sé molte discussioni sulla sicurezza e sulla gestione di situazioni simili al Tour (solo due anni prima, nella 12a tappa del Tour de France 2016 si erano verificati i fatti del Mont Ventoux).
L'ultima volta che è stata percorsa dalla corsa francese, l'Alpe d'Huez ha visto l'arrivo della 12a tappa del Tour de France 2022. Non si sono registrati importanti sconvolgimenti nella classifica generale e la vittoria della frazione è andata a uno dei fuggitivi di giornata, Tom Pidcock. 

#### Vincitori
| Anno  | Nome               | Nazione     |
| ----- | ------------------ | ----------- |
| 1952  | Fausto Coppi       | Italia      |
| 1976  | Joop Zoetemelk     | Paesi Bassi |
| 1977  | Hennie Kuiper      | Paesi Bassi |
| 1978  | Hennie Kuiper      | Paesi Bassi |
| 1979* | Joaquim Agostinho  | Portogallo  |
| 1979* | Joop Zoetemelk     | Paesi Bassi |
| 1981  | Peter Winnen       | Paesi Bassi |
| 1982  | Beat Breu          | Svizzera    |
| 1983  | Peter Winnen       | Paesi Bassi |
| 1984  | Luis Herrera       | Colombia    |
| 1986  | Bernard Hinault    | Francia     |
| 1987  | Federico Echave    | Spagna      |
| 1988  | Steven Rooks       | Paesi Bassi |
| 1989  | Gert-Jan Theunisse | Paesi Bassi |
| 1990  | Gianni Bugno       | Italia      |
| 1991  | Gianni Bugno       | Italia      |
| 1992  | Andrew Hampsten    | Stati Uniti |
| 1994  | Roberto Conti      | Italia      |
| 1995  | Marco Pantani      | Italia      |
| 1997  | Marco Pantani      | Italia      |
| 1999  | Giuseppe Guerini   | Italia      |
| 2001  | Lance Armstrong    | Stati Uniti |
| 2003  | Iban Mayo          | Spagna      |
| 2004  | Lance Armstrong    | Stati Uniti |
| 2006  | Fränk Schleck      | Lussemburgo |
| 2008  | Carlos Sastre      | Spagna      |
| 2011  | Pierre Rolland     | Francia     |
| 2013  | Christophe Riblon  | Francia     |
| 2015  | Thibaut Pinot      | Francia     |
| 2018  | Geraint Thomas     | Regno Unito |
| 2022  | Thomas Pidcock     | Regno Unito |

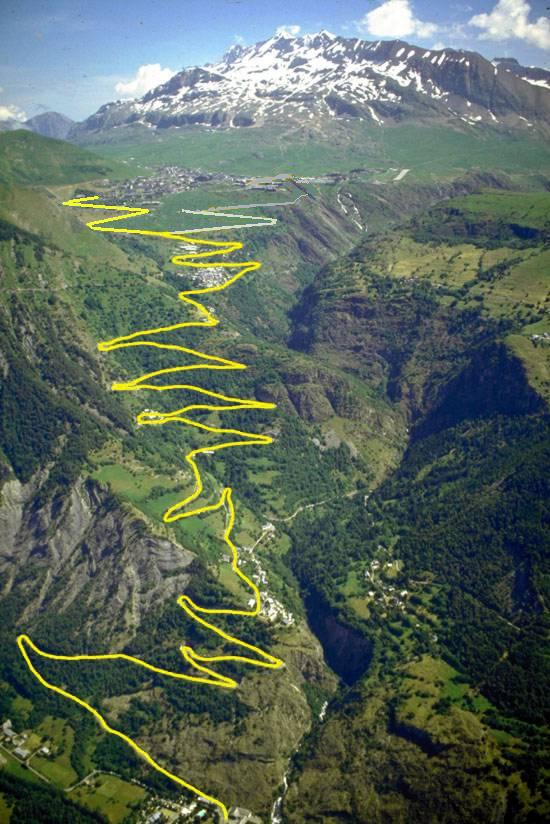
L'ascesa dell'Alpe d'Huez con i suoi 21 tornanti

*Nel Tour de France 1979 ci sono state due tappe all'Alpe d'Huez.

#### Tempi di ascesa

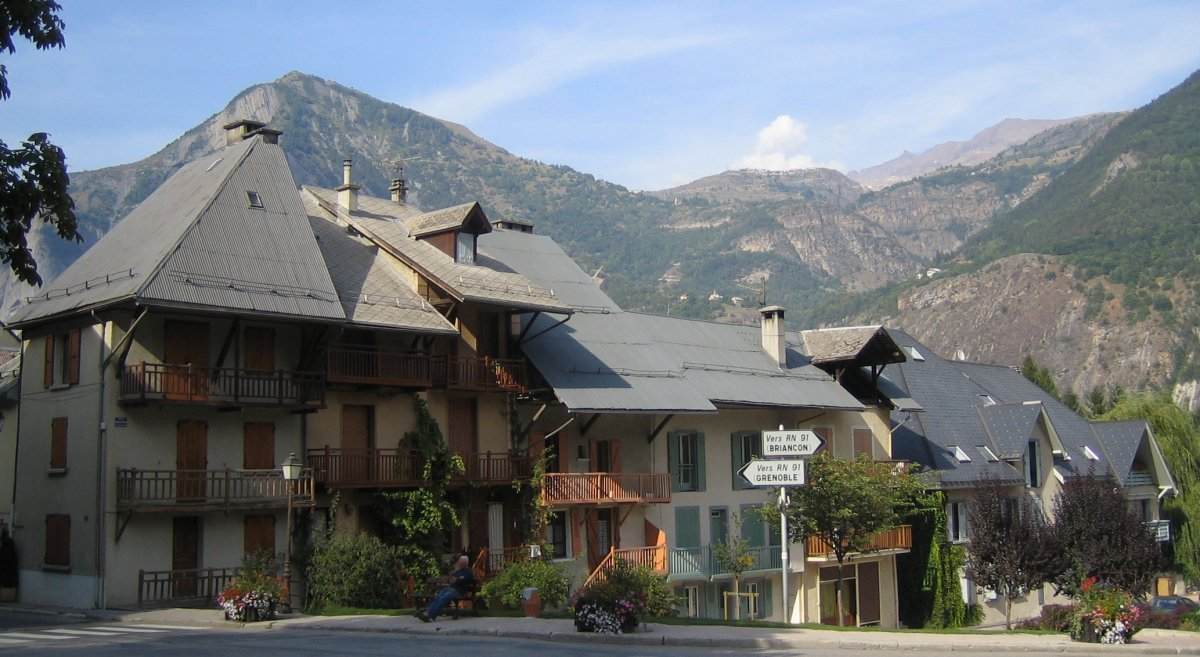
Le Bourg-d'Oisans, ai piedi della salita

Dal 1994 al 1997 i tempi sono stati registrati a 14,5 chilometri dalla fine. Dal 1999 il photo-finish veniva utilizzato a 14 chilometri dalla fine. Altre volte i tempi sono stati registrati da 13,8 chilometri, il punto di inizio dell'ascesa. Altri tempi sono stati presi dall'incrocio stradale a Le Bourg-d'Oisans a 700 metri dall'inizio della salita.
Queste variazioni di cronometraggio hanno portato ad un dibattito in corso. Il tempo più veloce di Marco Pantani è 37'35", citato dalla rivista Procycling e da World Cycling Productions. Nella biografia di Marco Pantani, Matt Rendell osserva i suoi tempi: 1994 - 38'00"; 1995 - 38'04"; 1997 - 37'35".
Altre fonti descrivono i tempi di Pantani dal 1994, '95 e '97 come i più veloci, con i tempi aggiustati a 13,8 chilometri dal traguardo.
Queste fonti affermano che il record di Pantani è 36'40" fatto nel 1995; secondo, terzo e quarto più veloci sono Pantani nel 1997 (36'45"), Pantani nel 1994 (37'15") e Jan Ullrich nel 1997 (37'30"). Lance Armstrong è quinto con il tempo ottenuto nel 2004 (37'36") evidenziando come gli anni novanta hanno visto salite più veloci rispetto alle altre epoche.

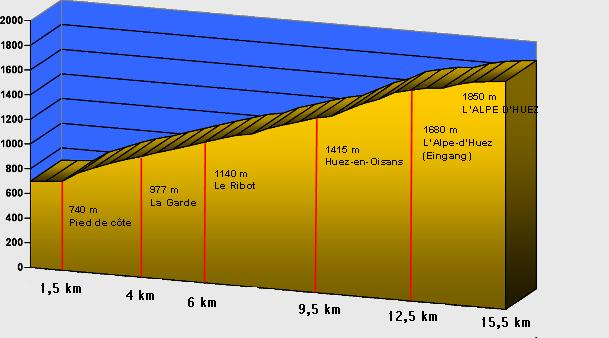
Profilo altimetrico dell'Alpe d'Huez

13,8 chilometri:
| Posizione | Tempo   | Nome                 | Anno | Nazione     |
| --------- | ------- | -------------------- | ---- | ----------- |
| 1         | 36' 50" | Marco Pantani        | 1995 | Italia      |
| 2         | 36' 55" | Marco Pantani        | 1997 | Italia      |
| 3         | 37' 15" | Marco Pantani        | 1994 | Italia      |
| 4         | 37' 36" | Lance Armstrong      | 2004 | Stati Uniti |
| 5         | 37' 41" | Jan Ullrich          | 1997 | Germania    |
| 6         | 38' 00" | Lance Armstrong      | 2001 | Stati Uniti |
| 7         | 38' 10" | Miguel Indurain      | 1995 | Spagna      |
| 7         | 38' 10" | Alex Zülle           | 1995 | Svizzera    |
| 8         | 38' 12" | Bjarne Riis          | 1995 | Danimarca   |
| 9         | 38' 22" | Richard Virenque     | 1997 | Francia     |
| 10        | 38' 36" | Floyd Landis         | 2006 | Stati Uniti |
| 10        | 38' 36" | Andreas Klöden       | 2006 | Germania    |
| 11        | 38' 40" | Jan Ullrich          | 2004 | Germania    |
| 12        | 38' 44" | Laurent Madouas      | 1995 | Francia     |
| 13        | 38' 55" | Richard Virenque     | 1994 | Francia     |
| 14        | 39' 01" | Carlos Sastre        | 2006 | Spagna      |
| 15        | 39' 06" | Iban Mayo            | 2003 | Spagna      |
| 16        | 39' 12" | Andreas Klöden       | 2004 | Germania    |
| 17        | 39' 14" | José Azevedo         | 2004 | Portogallo  |
| 18        | 39' 15" | Levi Leipheimer      | 2006 | Stati Uniti |
| 19        | 39' 22" | Francesco Casagrande | 1997 | Italia      |
| 19        | 39' 22" | Nairo Quintana       | 2015 | Colombia    |
| 20        | 39' 23" | Bjarne Riis          | 1997 | Danimarca   |
| 21        | 39' 30" | Miguel Indurain      | 1994 | Spagna      |
| 21        | 39' 30" | Luc Leblanc          | 1994 | Francia     |
| 22        | 39' 31" | Carlos Sastre        | 2008 | Spagna      |
| 23        | 39' 37" | Volodymyr Pulnikov   | 1994 | Ucraina     |
| 24        | 39' 40" | Giuseppe Guerini     | 2004 | Italia      |
| 25        | 39' 41" | Santos González      | 2004 | Spagna      |
| 25        | 39' 41" | Vladimir Karpets     | 2004 | Russia      |
| 26        | 39' 45" | Gianni Bugno         | 1991 | Italia      |
| 26        | 39' 45" | Miguel Indurain      | 1991 | Spagna      |
| 27        | 39' 46" | Luc Leblanc          | 1991 | Francia     |
| 28        | 39' 47" | Denis Men'šov        | 2006 | Russia      |
| 28        | 39' 47" | Michael Rasmussen    | 2006 | Danimarca   |
| 28        | 39' 47" | Pietro Caucchioli    | 2006 | Italia      |
| 29        | 39' 50" | Nairo Quintana       | 2013 | Colombia    |
| 30        | 39' 52" | Claudio Chiappucci   | 1995 | Italia      |
| 30        | 39' 52" | Paolo Lanfranchi     | 1995 | Italia      |
| 31        | 39' 53" | Joaquim Rodríguez    | 2013 | Spagna      |
| 32        | 39' 54" | Beat Zberg           | 1997 | Svizzera    |
| 32        | 39' 54" | Udo Bölts            | 1997 | Germania    |
| 32        | 39' 54" | Roberto Conti        | 1997 | Italia      |
| 32        | 39' 54" | Laurent Madouas      | 1997 | Francia     |
| 33        | 39' 56" | David Moncoutié      | 2006 | Francia     |
| 34        | 39' 57" | Carlos Sastre        | 2004 | Spagna      |
| 35        | 39' 58" | Tony Rominger        | 1995 | Svizzera    |
| 35        | 39' 58" | Stéphane Goubert     | 2004 | Francia     |
| 35        | 39' 58" | Ivan Basso           | 2004 | Italia      |
| 36        | 39' 59" | Jan Ullrich          | 2001 | Germania    |
| 37        | 40' 01" | Pëtr Ugrjumov        | 1994 | Lettonia    |
| 37        | 40' 01" | Alex Zülle           | 1994 | Svizzera    |
| 37        | 40' 01" | Pavel Tonkov         | 1995 | Russia      |

## Gemellaggi
L'Alpe d'Huez è gemellata con:
Dal 2005
- Bormio in Italia dove inizia la salita che dopo 36 tornanti porta al passo dello Stelvio.
- Dal 2006 con la Panarotta, in Trentino. Partendo da Pergine fino al parcheggio della stazione sciistica, la salita presenta un profilo e un'altimetria simili. Nel giugno del 2006 un gruppo di ciclo appassionati partì da Pergine e arrivò all'Alpe d'Huez dove, in cima, fu sancito il gemellaggio. In quell'occasione, sulla sommità, venne piantato un larice proveniente dalla Panarotta.